# Диалект Ямагаты
Диалект Ямагаты (山形弁, ямагата-бэн) — это диалект японского языка, распространённый в префектуре Ямагата. Он является одним из говоров группы диалектов Тохоку, и его можно разделить на несколько региональных ветвей.
Диалект Ямагаты использовался при создании фильма Swing Girls, чтобы у зрителя возникло ощущение комичных съёмок в глубинке. Тем не менее, некоторые жители Ямагаты считают, что в фильме диалект использован ненатурально. Диалект получил толчок популярности благодаря Дэниэлу Кэлу, американцу, сделавшему карьеру иностранца на ТВ за счёт владения диалектом Ямагаты.

## Примеры распространённых слов
(Не все из нижеприведённых выражений используются в одном континууме).
| Русский                                                  | Литературный японский    | Диалект Ямагаты                  |
| -------------------------------------------------------- | ------------------------ | -------------------------------- |
| Спасибо                                                  | аригато:                 | осё:сина                         |
| спасибо (более неформальный вариант)                     | до: мо                   | осё:си                           |
| благодарю вас                                            | до:мо аригато годзаимасу | аригато:сама                     |
| нет проблем; не за что                                   | бэцу ни                  | сасукунэ                         |
| приветствие; спасибо                                     | до:мо                    | домосу                           |
| пока!                                                    | киё цукэттэ              | киёцу                            |
| утречко (неформальный вариант приветствия «доброе утро») | охаё:                    | охаёсу, обанвасу                 |
| добрый вечер                                             | комбанва                 | обан дэсу, обан ката             |
| давно не виделись!                                       | хисасибури               | хисасибэ                         |
| верно, так и есть                                        | дэсу                     | н дасу                           |
| да                                                       | хай                      | н да                             |
| нет                                                      | ийэ                      | н нэ                             |
| почему                                                   | надзэ                    | на ситэ                          |
| интересный                                               | омосирой                 | омосяйбэ                         |
| сложный, тяжёлый                                         | мудзукасий               | мудзурикадо                      |
| отлично!                                                 | сайко:                   | дзёнда                           |
| идём!                                                    | ико:                     | игубэ, айбэ                      |
| поверни направо/налево                                   | миги/хидари о мукаттэ    | миги/хидари са мудзару (мудзиру) |
| отстань!                                                 | ?                        | сяйкосунна                       |
| не лезь ко мне!                                          | ?                        | саваннадзу                       |
| ложь                                                     | усо                      | тэнцу                            |
| добро пожаловать!                                        | ирассяй                  | агарасяй                         |
| прибавляется к предложению угостить                      | —                        | кэ-                              |
| прибавляется к согласию принять угощение                 | —                        | ку-                              |
| «… — это что?»                                           | …нани дэсу ка?           | …нан да бэ?                      |
| таким образом                                            | дакара                   | н дакара                         |
| просьба отведать еду.                                    | ?                        | агаэ, агаяэ                      |